# ナンガルハール州
ナンガルハール州（ナンガルハールしゅう、Nangarhār、ダリー語表記で ننگرهار）は、アフガニスタン東部にある州である。

## 概要
州東部、パキスタン国境には重要な交通の要衝カイバル峠（Khyber Pass）があり、アジアハイウェイ1号線（東京都中央区日本橋～トルコ・ブルガリア国境間）が通っている。州都はジャラーラーバード (Jalālābād ダリー語表記でجلال‌آباد)。面積7,727 km2、人口1,289,000人。2021年10月現在、知事はMullah Daoud Muhazmilがつとめている。

## 治安

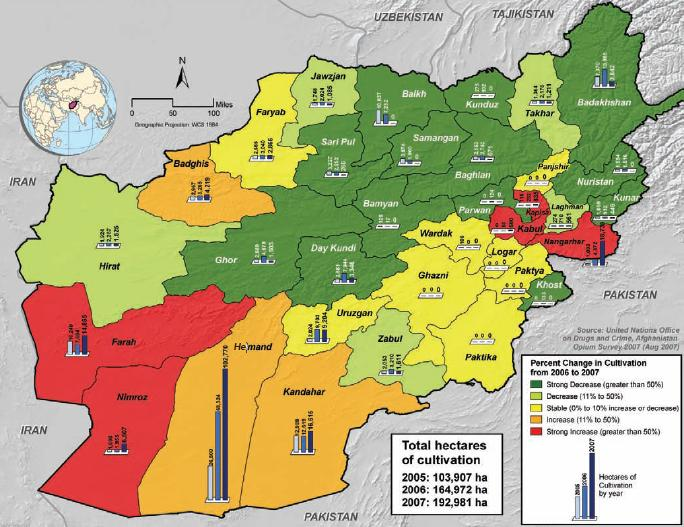
2005年から2007年の麻薬生産量の推移

ケシの生産は2005年に急減したが2007年に急増した。2012年現在でもアフガニスタン紛争 (1978年-1989年)の頃に設置されたといわれる地雷が残っており、爆発事故があると言う。
2008年8月26日、州内で人道支援活動を行っていた日本人1人がターリバーンに拉致、殺害された。
2019年12月4日、州内で灌漑事業などを行っていたペシャワール会代表の日本人医師・中村哲が州都ジャラーラーバードで武装グループの襲撃を受け、殺害された。
2021年までにターリバーンが州内を制圧したが、一方でISKPなどの反ターリバーン武装勢力も伸長。2021年8月26日、カーブル国際空港で自爆テロ事件が発生した際には、アメリカ中央軍はナンガルハール州のISKP拠点を無人航空機で攻撃した。